# Municipio de Preston (Dakota del Norte)
El municipio de Preston (en inglés: Preston Township) es un municipio ubicado en el condado de Ransom en el estado estadounidense de Dakota del Norte. En el año 2010 tenía una población de 79 habitantes y una densidad poblacional de 0,85 personas por km².

## Geografía
El municipio de Preston se encuentra ubicado en las coordenadas 46°34′48″N 97°50′11″O / 46.58000, -97.83639. Según la Oficina del Censo de los Estados Unidos, el municipio tiene una superficie total de 92.48 km², de la cual 92,37 km² corresponden a tierra firme y (0,11 %) 0,1 km² es agua.

## Demografía
Según el censo de 2010, había 79 personas residiendo en el municipio de Preston. La densidad de población era de 0,85 hab./km². De los 79 habitantes, el municipio de Preston estaba compuesto por el 98,73 % blancos y el 1,27 % eran de una mezcla de razas. Del total de la población el 0 % eran hispanos o latinos de cualquier raza.